# 도다 다카쓰구
도다 다카쓰구(일본어: 戸田尊次, 1565년 ~ 1615년 8월 30일)는 센고쿠 시대부터 에도 시대 전기까지의 무장, 다이묘이다. 미카와 다하라번 초대 번주를 지냈다. 우쓰노미야 번 도다가(宇都宮藩戸田家) 시조.
|  | 제1대 다하라번 번주 (도다가) 1601년 ~ 1615년 | 후임 도다 다다요시 |